# Trio Gušt
Trio Gušt je hrvatski glazbeni sastav iz grada Splita.

## O sastavu
Gušt na latinskom znači užitak. U Dalmaciji ta riječ ima širok spektar značenja, pa znači i piće i hrana i dobra glazba..., zapravo sve ono u čemu Dalmatinci i ostali uživaju, odnosno 
guštaju.
Trio svoje korijene ima u splitskom KUD-u Filip Dević u čijem su narodnom orkestru svirali Želimir Dundić (bliži rođak Alekse Dundića) i Rade Konstantinović. Želimir je svirao violinu i mandolinu, a Rade harmoniku. Uz gitarista Željka Cvitanovića osnovali su trio 1982. i počeli nastupati izvan KUD-a. Od 1983. nose ime "Trio Gušt". Gitaristi su se često mijenjali do 1989. kada im se pridružuje Gordan Šegvić koji postaje stalni član tria. Sva trojica su glazbeno školovani, a iskustvo su osim u KUD-ovim stjecali u raznim glazbenim sastavima, orkestru HNK-a...
Izvode glazbu iz Hrvatske i okolnih zemalja, što im je dodatna kvaliteta i posebnost. Majstori su scenskog nastupa. {citat}"Gušt svira sve vrste popularne glazbe, a njihova posebnost leži u činjenici što na dva načina interpetiraju glazbu. Prvi, električni, namijenjen je za izvođenje prvenstveno plesne glazbe, a drugi je onaj akustični, uživo. Njihova prepoznatljivost jest upravo živa svirka u kojoj do izražaja dolaze njihove zabavljačke sposobnosti, a time i neposredna komunikacija s publikom. Prilagodljivost različitim nastupima neovisno o prostoru i vrsti publike ostavila je itekako dubok trag na njihovom repertoaru."
Nastupili su na tridesetak festivala, gostovali diljem Europe, u Australiji, Sjevernoj i Južnoj Americi, Novom Zelandu, Singapuru, Japanu... Jedino u Africi nisu bili. Osim nastupa uživo nastupali su i na radijskim i televizijskim postajama u Nizozemskoj, Belgiji i Njemačkoj.
Neki albumi su dostigli zlatno i platinasto izdanje.[Koji?][nedostaje izvor]

## Članovi
- Želimir Dundić-Dundo - vokal, violina, mandolina
- Rade Konstantinović  - vokal, harmonika, klavijature
- Gordan Šegvić - vokal, gitare

bivši članovi
- Željko Cvitanović - gitara

## Diskografija

#### Studijski albumi
- Fešta, 53 pjesme koje svi znamo (1995., Croatia Records)
- Tulum (1996.)
- Domjenak (1997.)
- Gdje me vode putevi (1998., Croatia Records) autorski album
- Trio Gušt (1999., Croatia Records)
- Dernek (1999., Croatia Records)
- Tarapana (2000., Croatia Records)
- Fajrunt (2001.)
- Sve najbolje (2002., Croatia Records) autorski album
- Gušti su gušti (2003.)
- Frka (2004.)
- Šušur (2007., Croatia Records)
- Festivalske kužine / Na šufitu mojih uspomena (2008.) dvostruki autorski album
- Gori duša gori tilo (2012.)
- Remixi dva CD-a

#### Kompilacije
- Za merak i dušu (2009.)
- The best of (2010.)
- Veselica
- Starogradske

#### Singlovi
- Šaka pepela (Splitski festival 2009.)
- Stara birtija (15 Etnofest Neum 2010.)

## Ostalo
- "Lijepom našom" kao izvođači (epizoda: "Makarska") (2018.)